# Станіслав Костанецький
Станіслав Костанецький (пол. Stanisław Kostanecki, 16 квітня 1860, Мишакув, Каліська губернія, Царство Польське, Російська імперія — 15 листопада 1910, Вюрцбург, Німецька імперія) — польський хімік-органік, професор Берлінського університету, один з дослідник флавоноїдів і рослинних пігментів.

## Біографія
Народився 16 квітня 1860 року в містечку Мишакув Калішської губернії Царства Польського Російської імперії (нині ґміна Заґурув, Слупецький повіт, Великопольське воєводство , Польща). Син поміщика Яна Непомуцена Костанецького і Михалини Добровольської, в родині також були брати Антоній (економіст, ректор  Варшавського університету) і Казимир (лікар, ректор Ягеллонського університету). Навчався в реальній школі Познані та Берлінському університеті імені Фрідріха-Вільгельма. З 1886 року працював в хімічній школі Мюлуза, де отримав посаду заступника директора. У 1889 році отримав ступінь доктора хімії в  Базельському університеті, через рік став професором Берлінського університету. Підготував 161 доктора за час своєї кар'єри.
Костанецький є одним з видатних польських хіміків-органіків, який опублікував понад 200 наукових робіт німецькою та польською мовами. Під час навчання в Берлінському університеті він зайнявся питанням утворення і синтезу рослинних пігментів, опублікувавши разом з К. Ліберманом статтю на теми азобарвників і разом з  А. Бистрицьким про синтез деяких речовин. У 1910 році разом з Й. Мілобендзьким і  В. Лампе (або з  Т. Мілобендзьким) описав хімічний склад куркуміну. Також він співпрацював з  К. Функом. Разом з  С. Нементовським розробив метод синтезу нітрококкової кислоти, яка була одним з етапів синтезу  кармінової кислоти. Названа на честь хіміка реакція Костанецького стала методом отримання хромонів і похідних кумаринів.
Помер 15 листопада 1910 року в німецькому Вюрцбурзі.
З 1978 року Польське хімічне товариство присуджує медаль імені Станіслава Костанецького за видатні досягнення в галузі органічної хімії. Ім'я братів Костанецьких носить з 2005 року ряд середніх шкіл в Загуруві.